# Ardyaloon
Ardyaloon is een plaats in West-Australië. Het wordt ook wel One Arm Point of Bardi genoemd. De bevolking bestaat overwegend uit Aborigines van de Bardi-Jawi-taalgroep.

## Geografie
Ardyaloon maakt deel uit van het lokale bestuursgebied (LGA) Shire of Broome. Het ligt op het Dampier-schiereiland, 2.244 kilometer ten noordoosten van de West-Australische hoofdstad Perth en 219 kilometer ten noordoosten van Broome.
Net ten oosten van het dorp ligt een startbaan: One Arm Point Airport (ICAO: YOAP).

## Geschiedenis
Vanaf de jaren 1970 vestigden mensen uit de 'Sunday Island Mission', uit Derby, Broome en uit enkele andere tussenin gelegen plaatsen zich permanent in Ardyaloon. De gemeenschap die zich ontwikkelde staat ook bekend als de Malumbo-, 'One Arm Point'- of de Bardigemeenschap.

## Economie
In 2021 telde Ardyaloon 303 inwoners. De gemeenschap leeft van wat de zee te bieden heeft. Er wordt aan aquacultuur gedaan: barramundi, weekdieren als de Trochus en de Haliotis, en tropische vissen voor de aquariummarkt.
Ardyaloon ondersteunt ook enkele kleinere nog meer afgelegen gemeenschappen:
- Barringbarr
- Bulgin
- Goobading
- Gumbarnun
- Goolarrgon
- Gulaweed
- Jayedi, op Jackson Island
- Mudnunn (Gulan)
- Nillargoon, op Sunday Island

Sinds eind 2005 rust er een native title-claim op het schiereiland en de omliggende wateren. Het betrokken gebied is bijna 3.400 vierkante kilometer groot.
Ardyaloon · Balgo · Beagle Bay · Broome · Camballin · Cockatoo Island · Derby · Fitzroy Crossing · Halls Creek · Kadjina · Kalumburu · Koolan Island · Kununurra · Looma · Oombulgurri · Warmun · Wyndham · Yungngora